# École de plein air de Lille
L’école de plein air Désiré Verhaeghe de Lille est une ancienne école municipale de Lille, destinée aux enfants malades (tuberculose, problèmes respiratoires, etc.). Construite par l'architecte René Delannoy à la demande du maire de la ville de l'époque Roger Salengro elle fonctionne de 1931 à 1976. Les bâtiments sont aujourd'hui occupés par l'Institut Médico-Éducatif La Roseraie (établissement public départemental)

## Histoire

### Genèse et projet

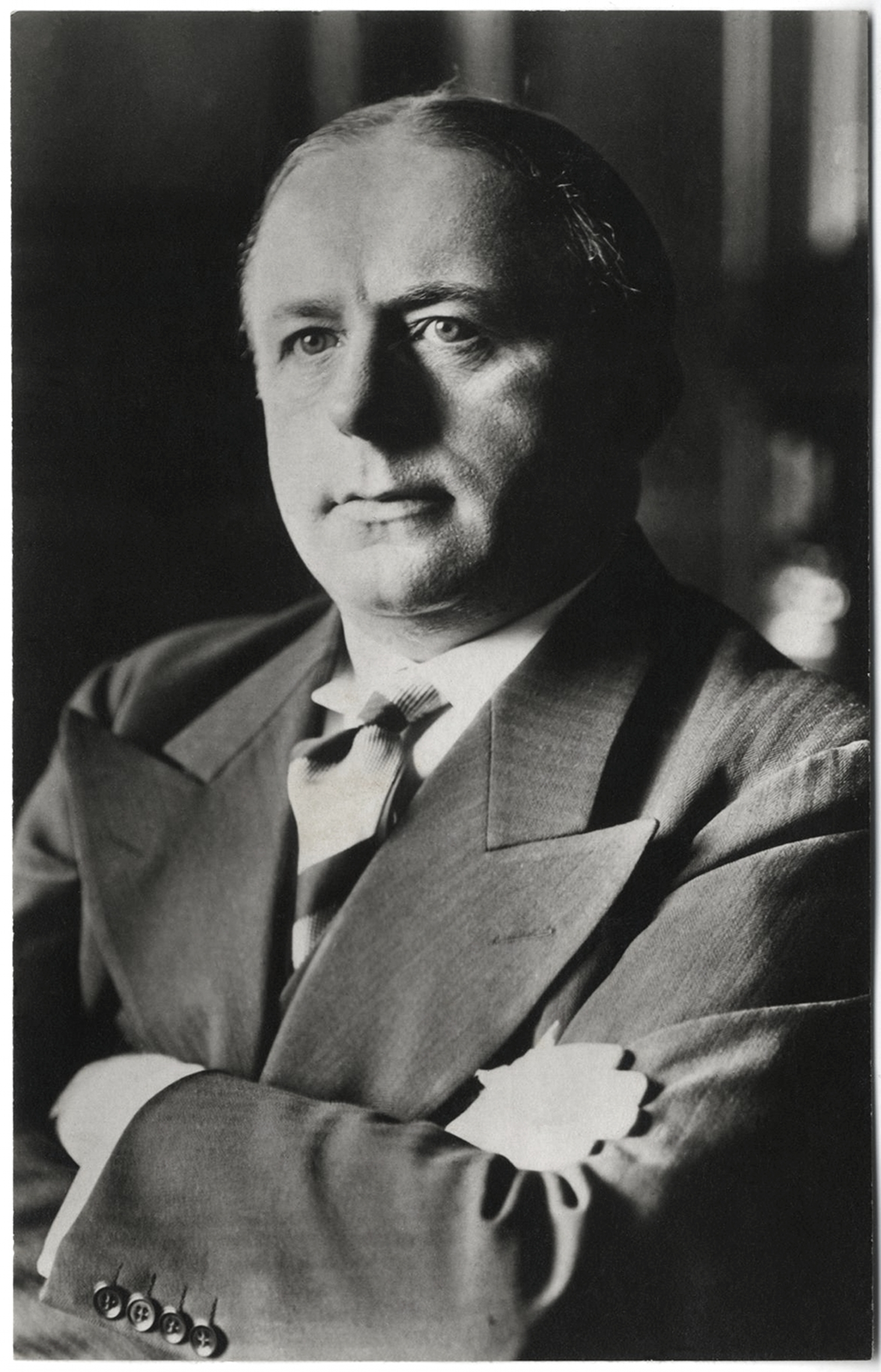
Roger Salengro, maire de Lille de 1929 à 1936

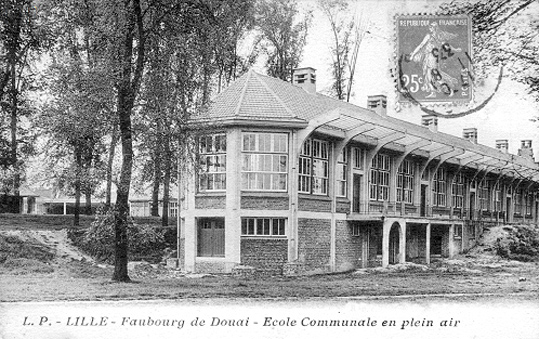
École de Plein Air Désiré Verhaeghe de Lille

Au début du XXe siècle, de nouveaux types d'établissements scolaires sont préconisés pour faire face au développement croissant de la tuberculose. Dans un contexte de développement du mouvement international hygiéniste, les premières écoles dites "de plein air" voient le jour à Berlin (Allemagne) dès 1904, puis en Suisse et à Lyon (France) en 1906.
Occupée pendant quatre années, en partie dévastée, Lille et sa population sortent particulièrement affaiblies de la Première Guerre mondiale. La priorité des municipalités Delory puis Salengro est d’améliorer les conditions de vie des Lillois. Une attention spécifique est portée aux plus fragiles, les enfants, qui ont subi encore plus fortement les affres de la guerre : dénutrition, errance, manque d’hygiène…
Plusieurs mesures vont alors être mises en place pour redonner force et vigueur aux enfants dont le sport et les séjours au grand air.
En effet, « […] dans le présent et dans l’avenir, de 12 à 14000 enfants dont la plupart anémiés par l’occupation, vivant dans des locaux malsains, entassés souvent dans des classes trop exiguës, ont absolument besoin de cette éducation physique, en plein air, […] » (délibération du Conseil Municipal du 3 décembre 1920).
Afin de mesurer les effets de la pratique du sport dans les écoles, le service d’inspection médicale scolaire créé  par Désiré Verhaeghe (adjoint au maire de 1919 jusqu’à son décès  en 1927) élabore un suivi des enfants par le biais de fiches individuelles et personnelles ainsi que de visites médicales.
Le bilan de cette pratique est assez positif dans son ensemble puisque les enfants sont en meilleure santé, moins absents et éprouvent un réel plaisir à faire de la gymnastique.
Cependant, ces mesures sont insuffisantes. Les problèmes de santé rencontrés par une partie des enfants en âge scolaire restent préoccupants. En réponse, le docteur Verhaeghe insuffle à Roger Salengro l’idée de la construction d’écoles de plein-air pour les enfants les plus fragiles.
Parmi les écoles ou préventoriums qui verront le jour sous l’impulsion de la municipalité Salengro, comme le préventorium de Wormhout (Nord), l’une s’implante directement sur le territoire lillois et prend le nom de l’instigateur du projet : l’école de plein-air Désiré Verhaeghe (hommage voulu par l’administration municipale Salengro).

### Une architecture exemplaire pour un programme atypique
Située rue Armand Carrel dans le quartier Moulins, à l’endroit même du dérasement des fortifications, l’école est inaugurée en 1931.

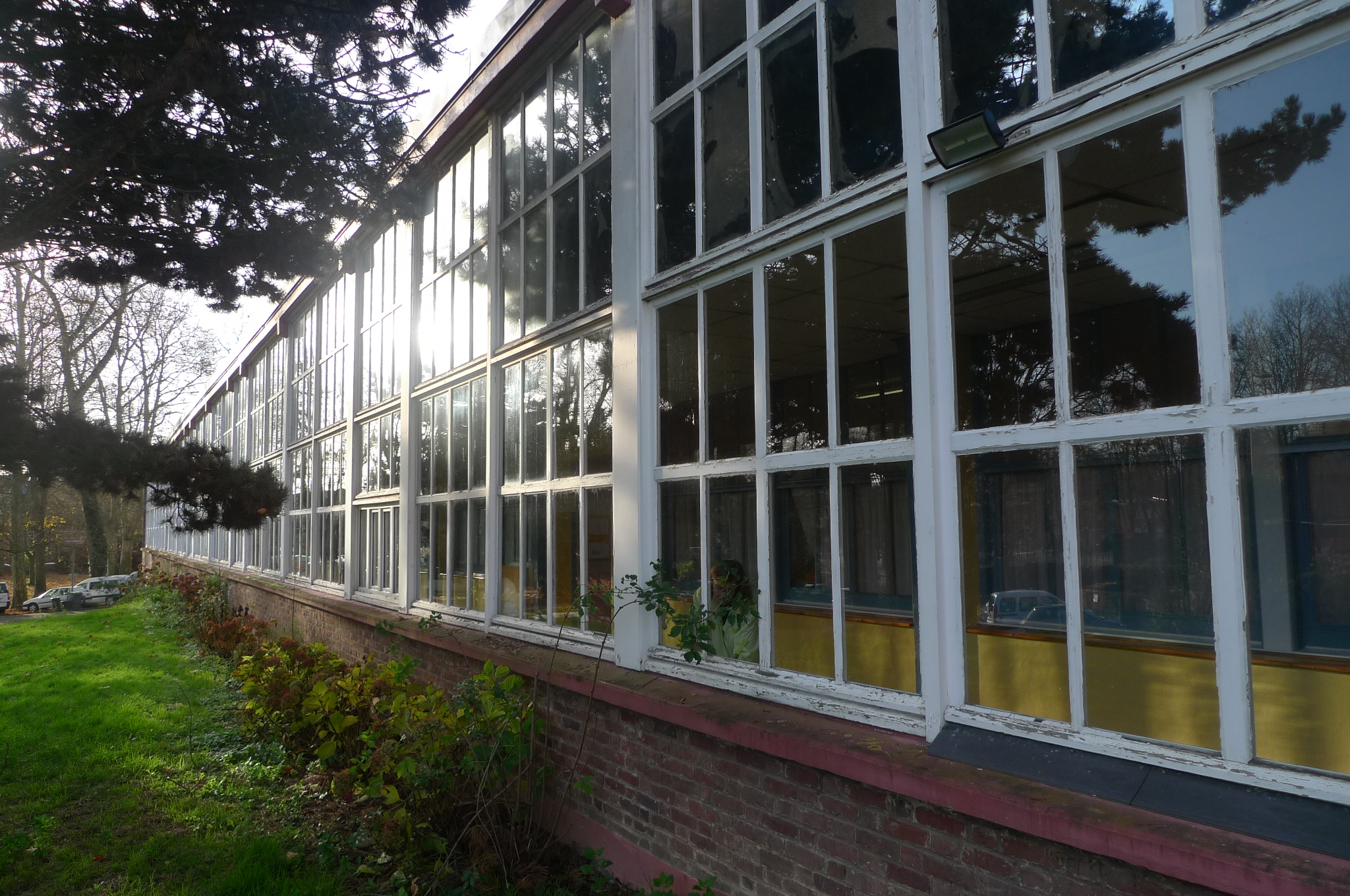
L’école de plein air Désiré Verhaeghe de Lille, verrières de la galerie Est

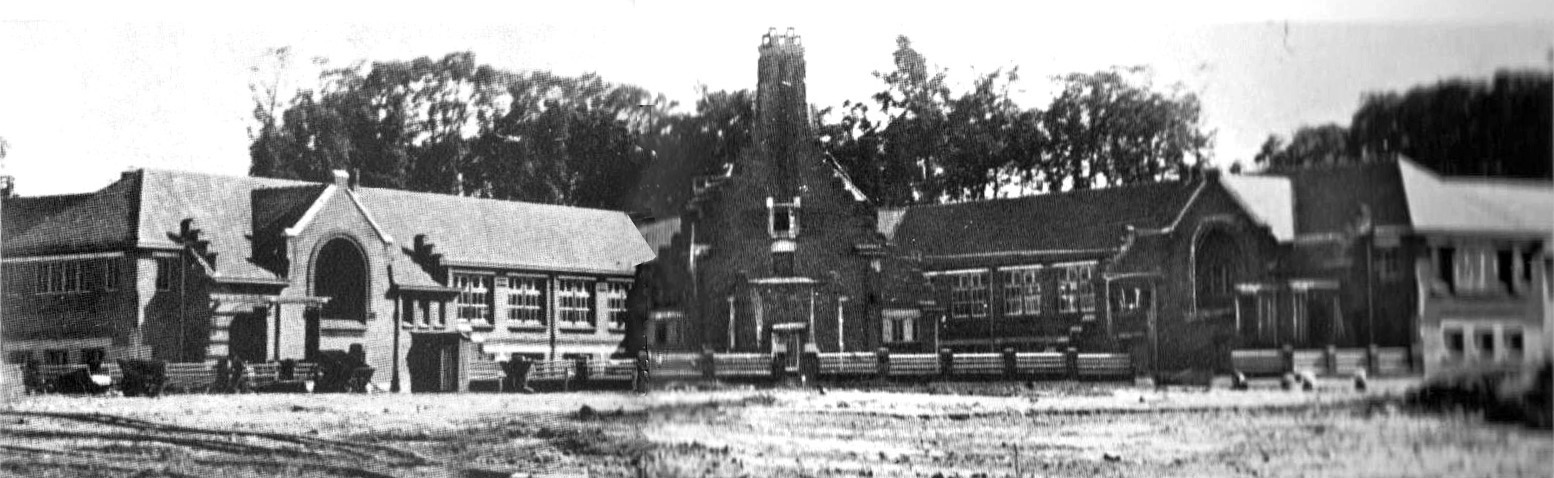
École de Plein Air de Lille, vers 1931

Le bâtiment principal, sur deux niveaux, se développe sous la forme d’un « M » ouvert vers le sud et dont les deux branches étirent parallèlement deux longues galeries vitrées desservant chacune les salles de classe attenantes largement éclairées et ventilées, selon les principes hygiénistes à laquelle cette architecture répond.
Le plan de l'édifice répond aux particularités topographiques du site directement hérité du tracé d'une demi-lune des anciennes fortifications sur les reliefs desquelles il est  directement implanté et dont des casemates et  fondations sont sous-jacentes.
Son architecture est très originale de par la nature atypique du programme, mais aussi par le vocabulaire architectural emprunt de références à l’école d’Amsterdam (Michel de Klerk, Het Schip, 1917–20), dont René Delannoy est coutumier, caractérisée par de nombreux détails de modénatures de briques notamment dans l’ancien pavillon d’accueil, bijou ciselé aux allures de chapelle dont les reliefs de briquettes rythment corniches et cheminées, qui en est l'expression la plus aboutie.
Deux autres pavillons d'allure plus domestique, accueillant respectivement les logements du gardien et du directeur, viennent compléter cet ensemble.
L'ensemble situé sur l'ancienne zone des remparts du sud de Lille profite d'un environnement arboré au sein d'un vaste parc couvrant, à l'origine, plus de 3 hectares (34 000 m2), et se prolongeant par le Jardin des plantes qui sera construit peu de temps après.

## Évolutions et actualité
Actuellement occupé par les services de l’Institut Médico-Éducatif La Roseraie, son aspect général n’a été que peu modifié. Ainsi l’organisation des espaces et la plupart des éléments architectoniques caractéristiques sont toujours en place aujourd’hui.
Seul un pavillon d’entrée comprenant des bureaux administratifs a été ajouté vers 1970 sans toutefois dénaturer le bâtiment d’origine dans son architecture.
Son environnement arboré et paysagé a été en grande partie préservé, de nombreux arbres remarquables peuplant le parc étant contemporains de la création de l’école. Seul le passage du périphérique le long de la façade nord a porté atteinte à l’intégrité du site en l’amputant d’une partie de son rapport à la ville.
Cet édifice lillois représente un des rares témoins architecturaux du mouvement des écoles de plein air encore en état aujourd’hui, ayant conservé sa fonction d’origine d’établissement scolaire jusqu’à nos jours.
Son état de conservation est encore globalement correct mais son état pourrait vite se dégrader du fait d’un défaut patent d’entretien depuis plusieurs années, notamment concernant le pavillon d’accueil qui en est l’élément le plus remarquable.
L'école de plein air de Lille est référencée en tant que bâtiment remarquable du XXe siècle dans le Guide d’architecture de la métropole lilloise, édité aux éditions Le Passage en 2018.
Il est répertorié à l'Inventaire du Patrimoine Architectural, Urbain & Paysager de la Métropole Européenne de Lille (E029).

## Galerie

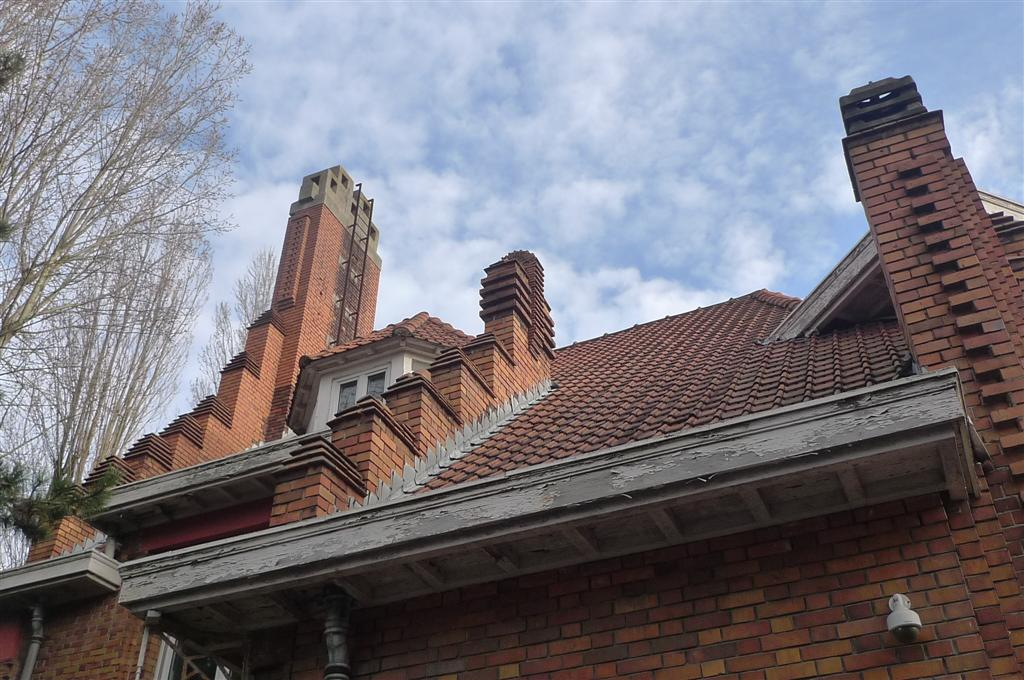
L’école de plein air Désiré Verhaeghe de Lille, détails des toitures
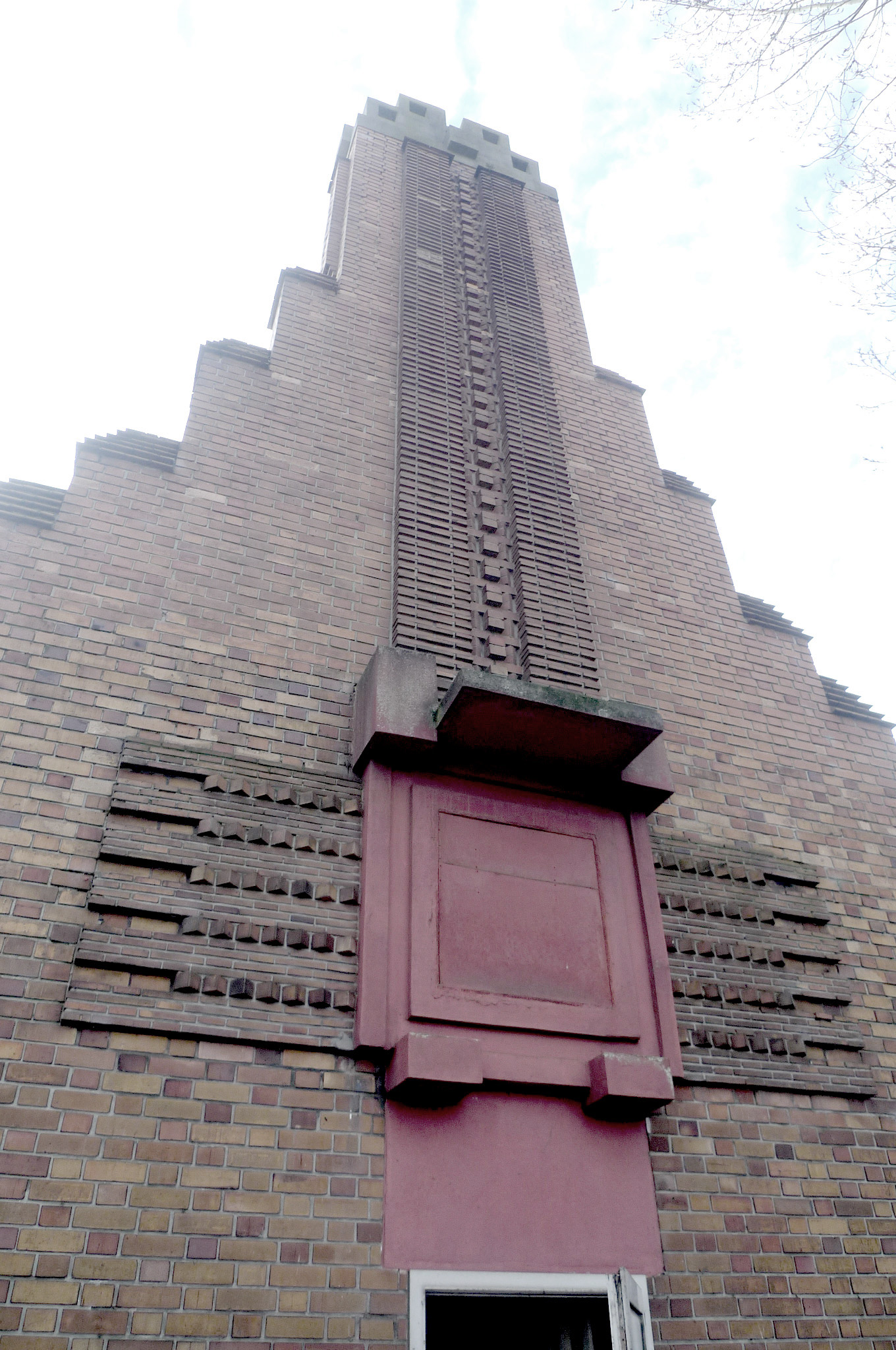
École de Plein Air de Lille, pignon du pavillon d'accueil
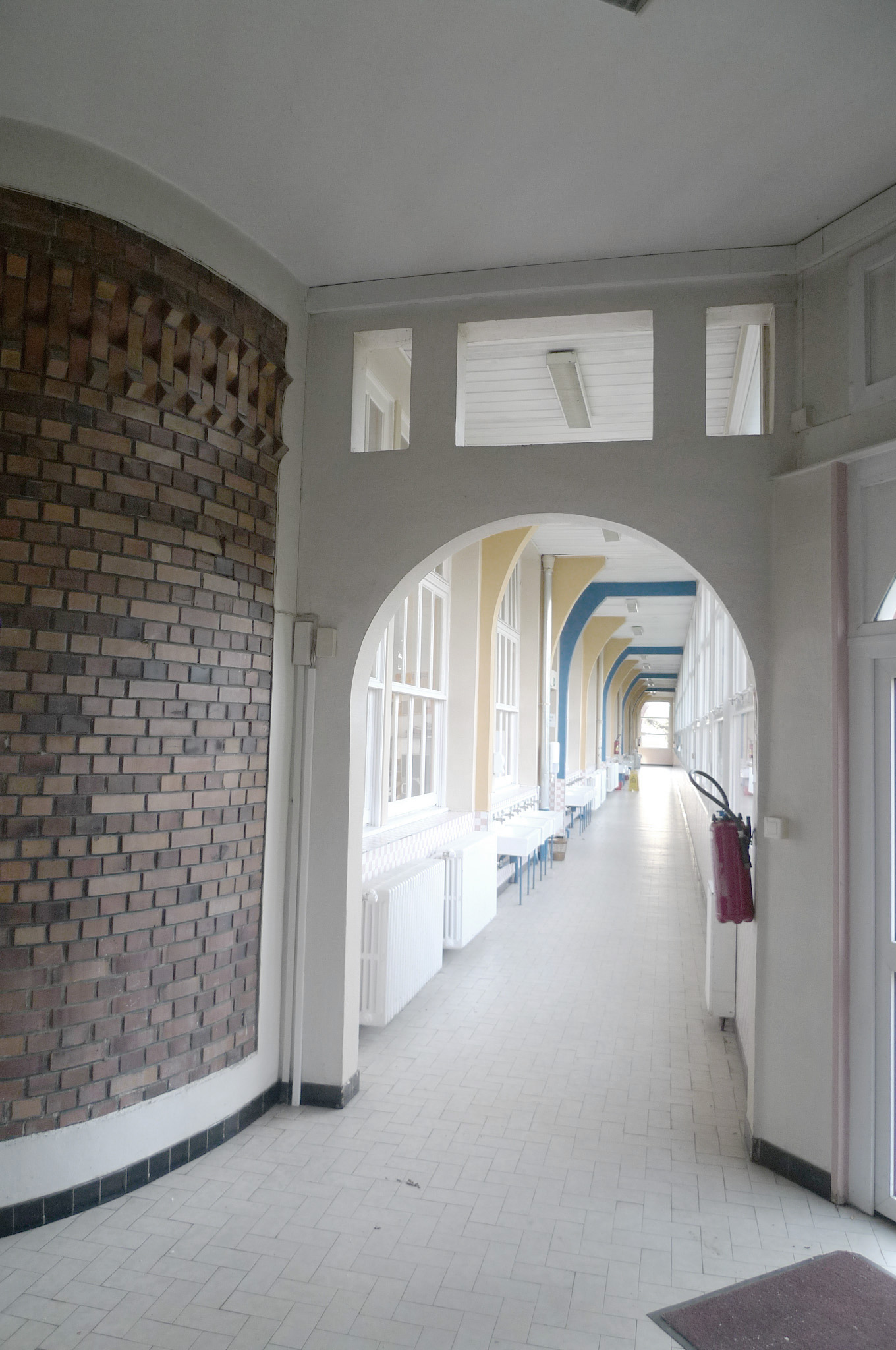
L’école de plein air Désiré Verhaeghe de Lille, Couloir de l'aile Ouest
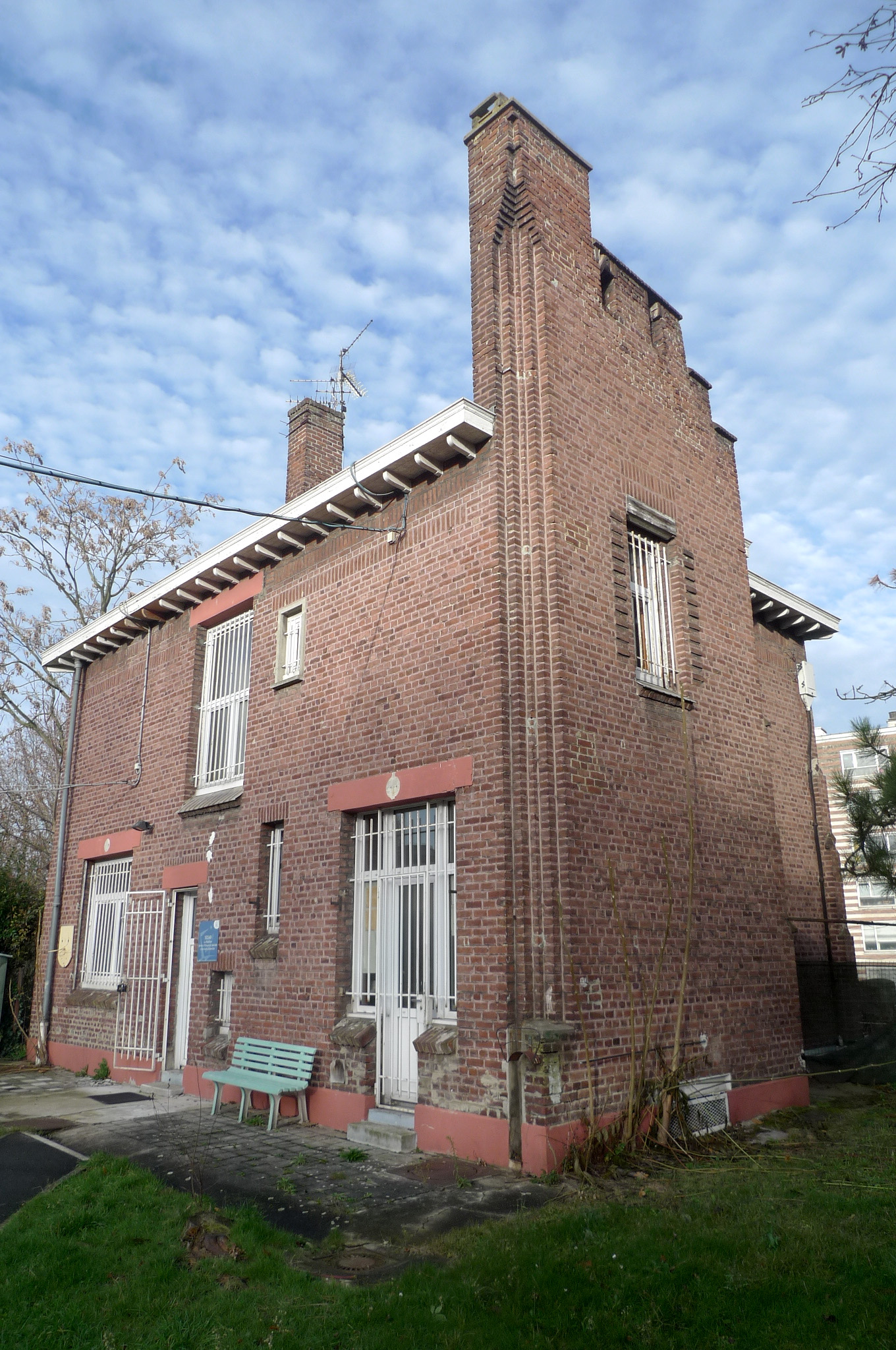
L’école de plein air Désiré Verhaeghe de Lille, pavillon d'habitation
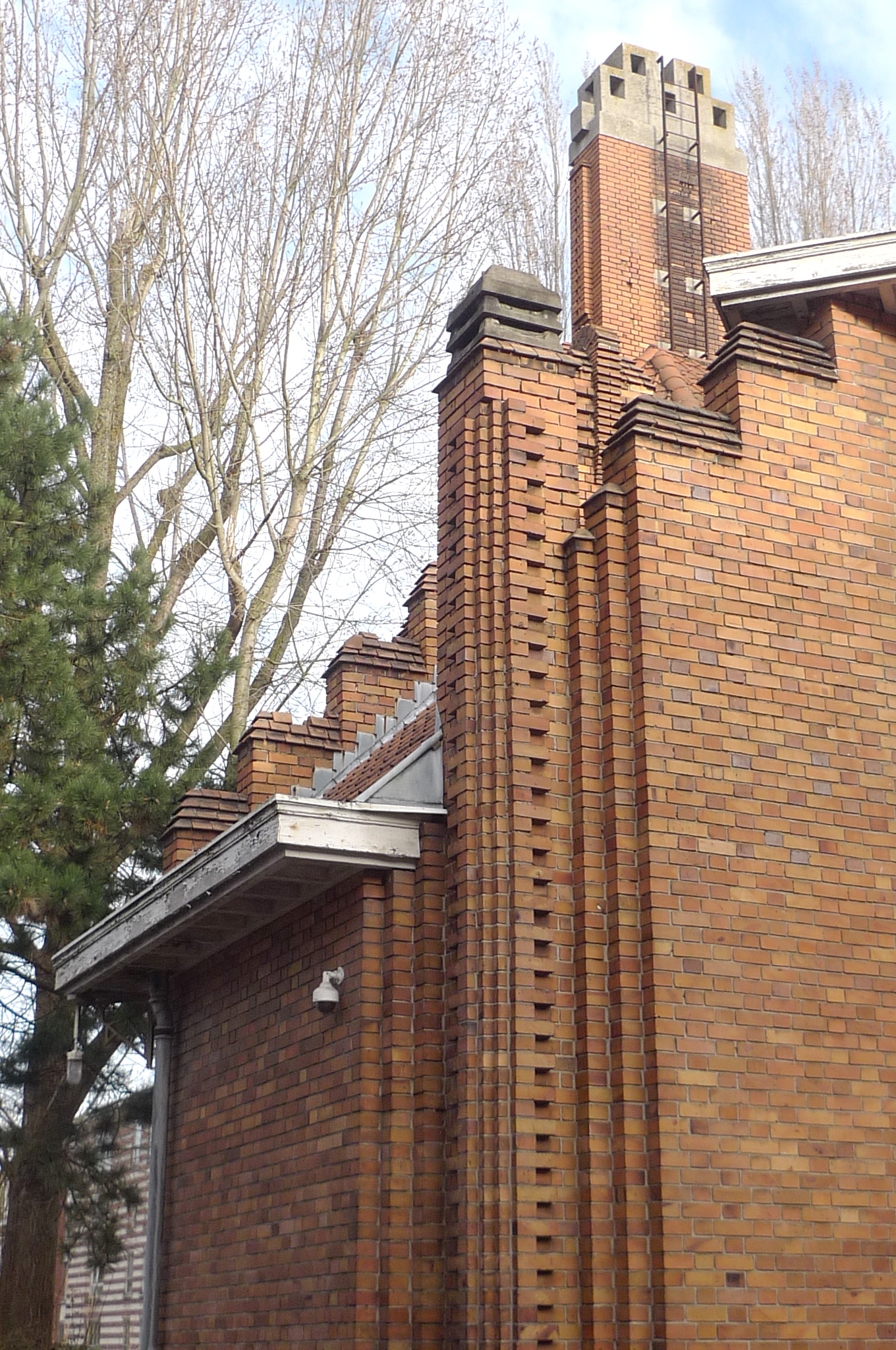
École de Plein Air de Lille, pavillon d'accueil, détail de modénatures de briques